# Шветов, Фёдор Васильевич

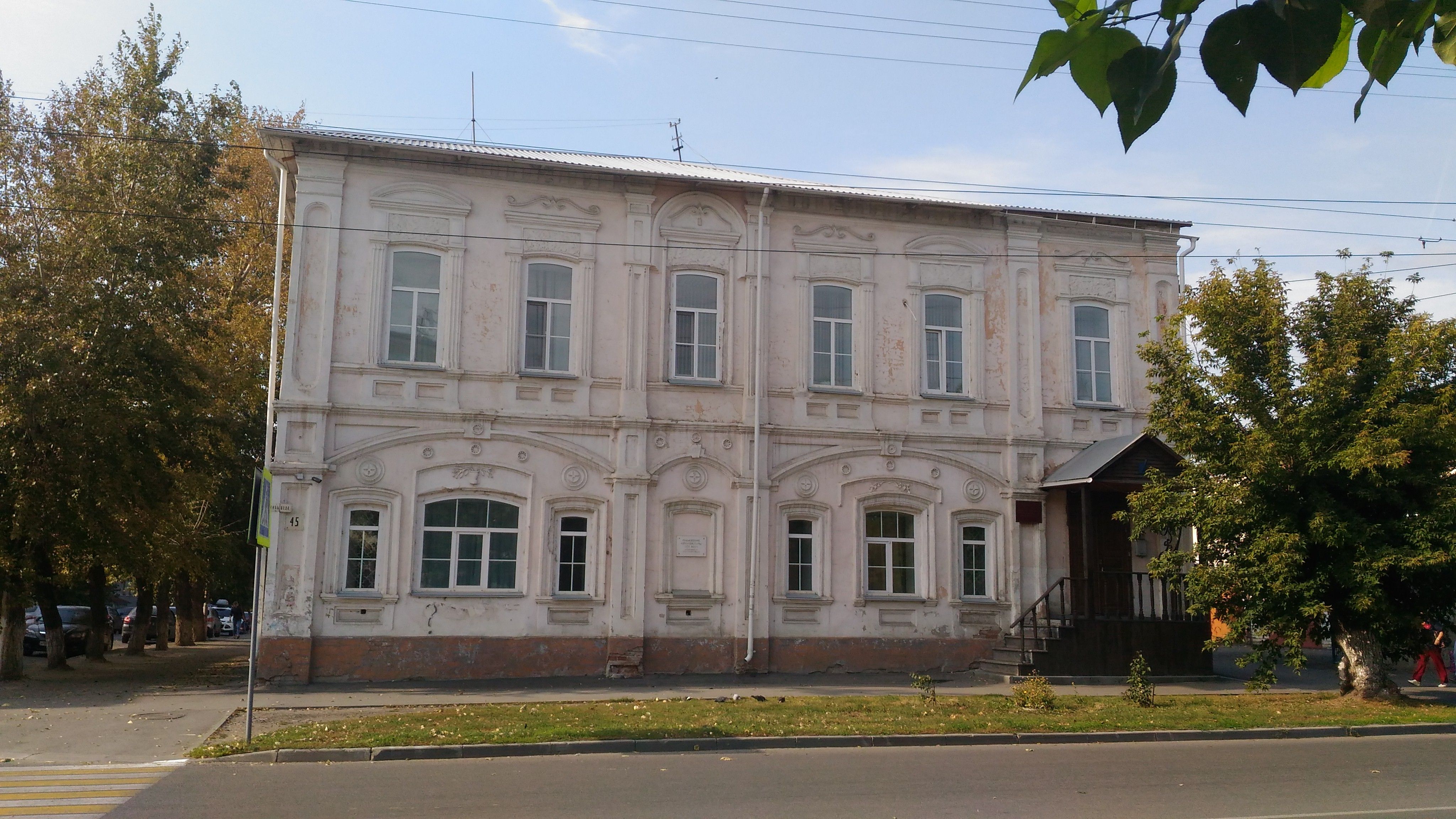
Дом Ф. В. Шветова, г. Курган, ул. Куйбышева, 45.

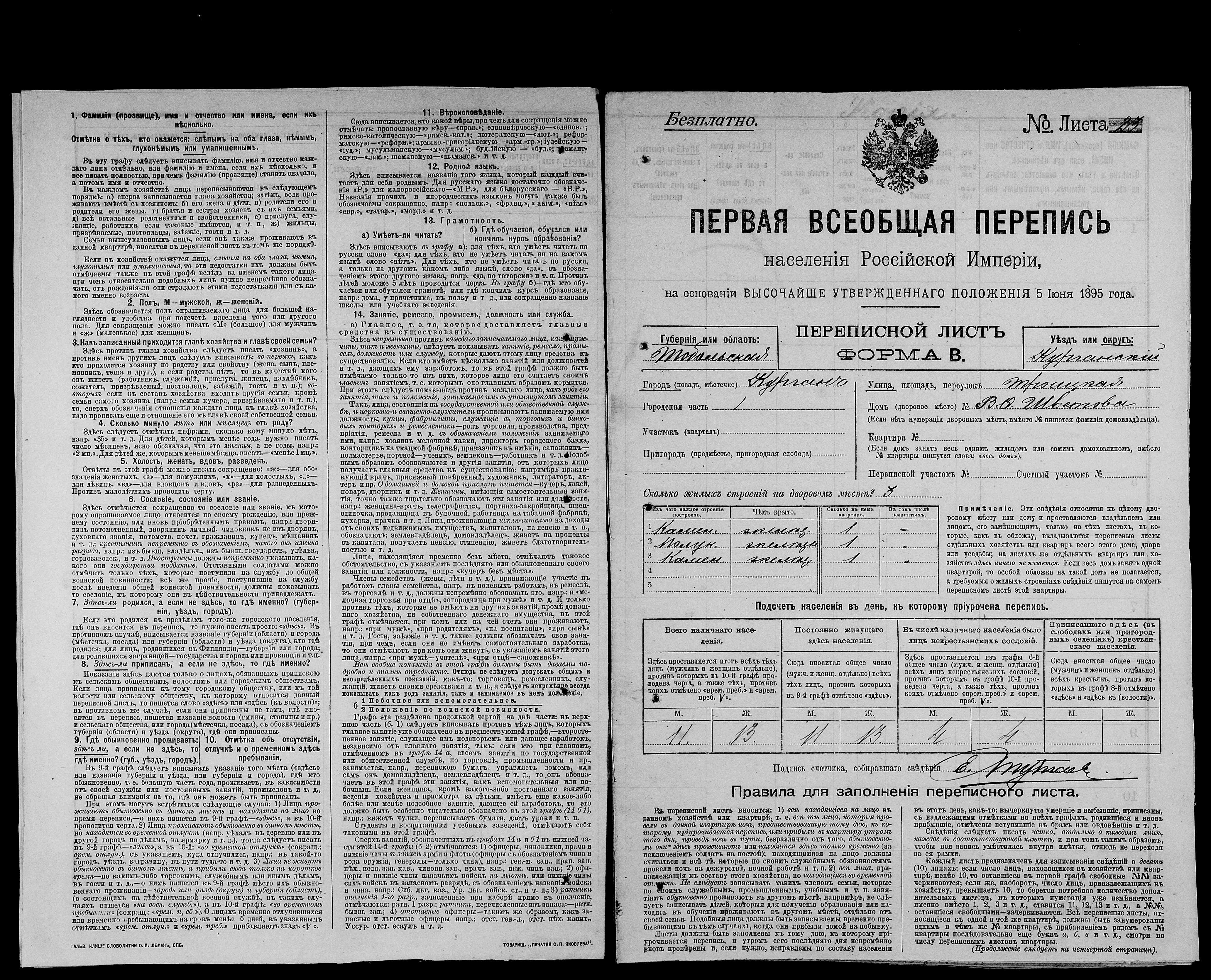
Перепись населения Российской империи (1897), лист с описанием дома в г. Кургане, в котором жила семья Шветовых.

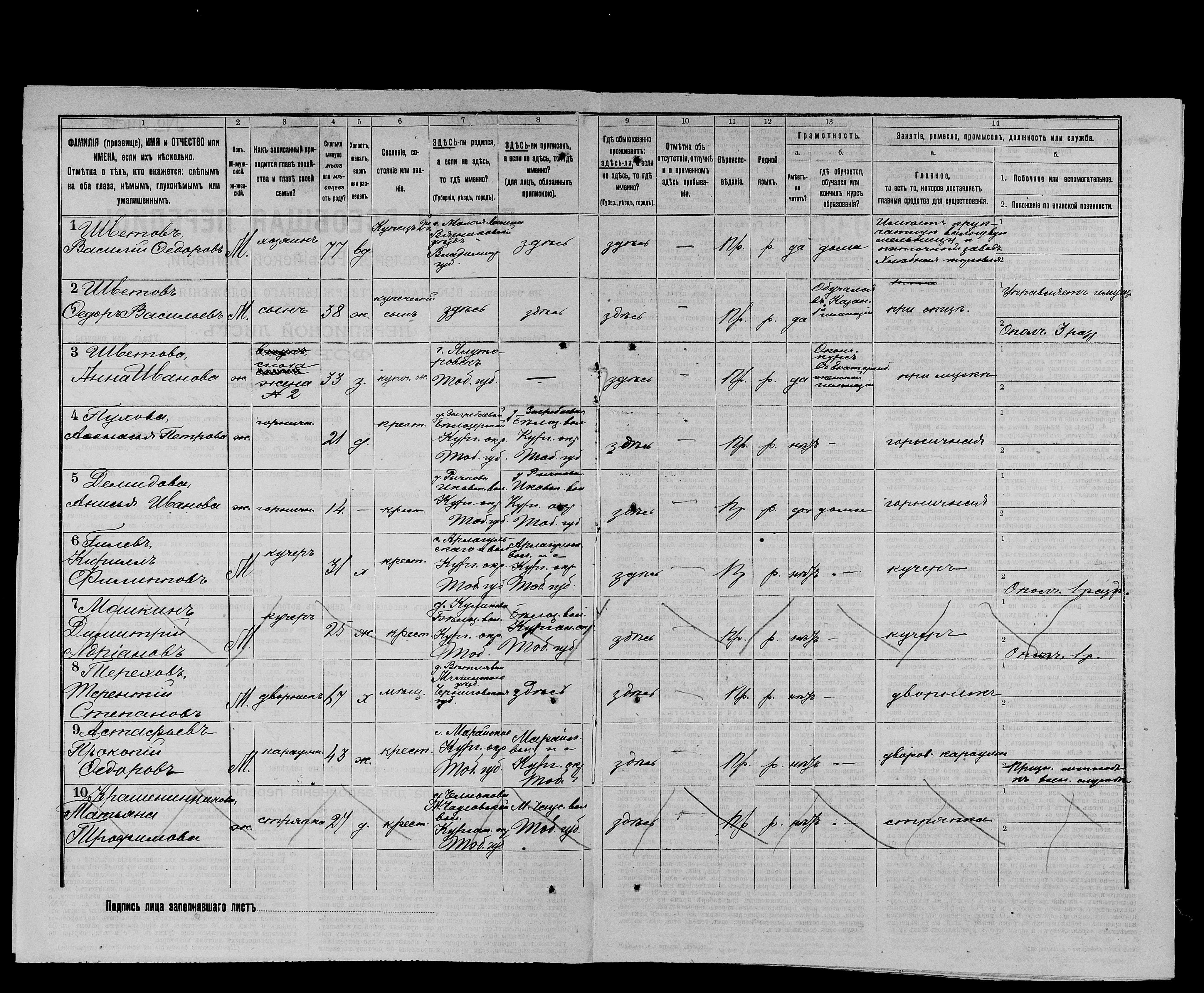
Перепись населения Российской империи (1897), лист с описанием семьи Шветовых.

Фёдор Васильевич Шветов (рус. дореф. Ѳеодоръ Васильевичъ Шветовъ; 4 [16] февраля 1858, Курган, Тобольская губерния — неизвестно) — российский государственный деятель, городской голова города Кургана (1897—1918), надворный советник.

## Биография

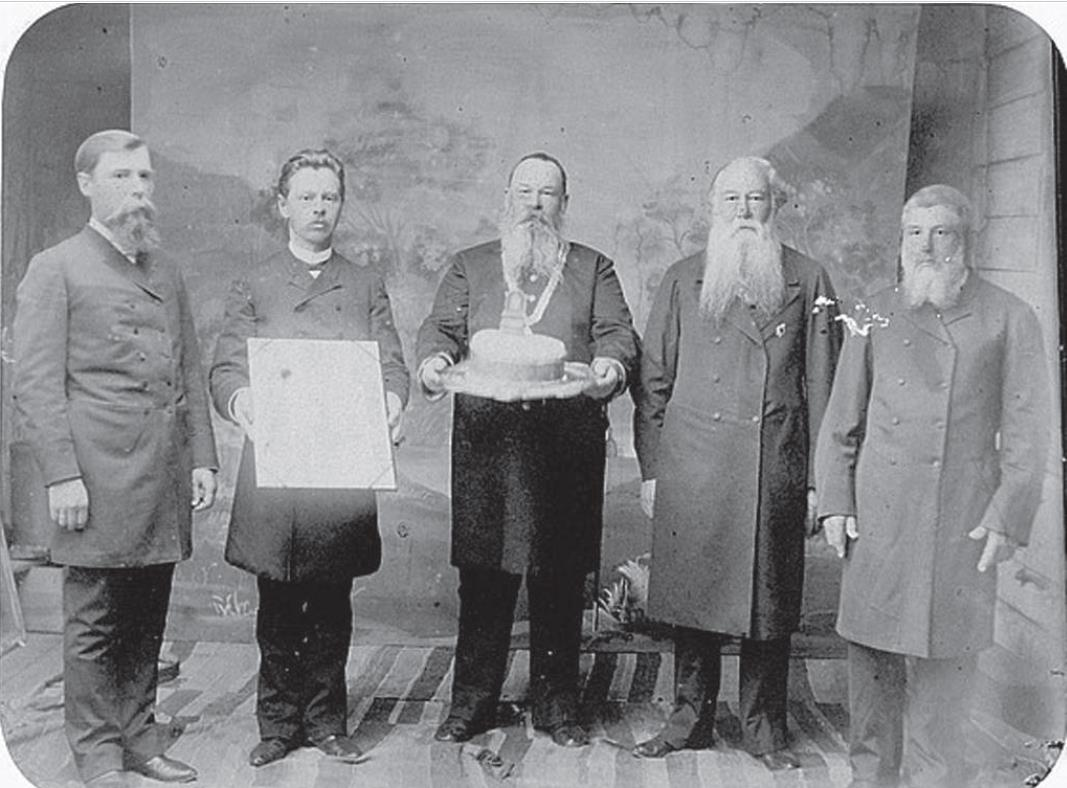
Курганская депутация, подносившая хлеб-соль цесаревичу. В центре — О.Н.Евграфов (держит хлеб-соль), купцы Фёдор Семёнович Березин, Константин Трофимович Харламов, Иван Иванович Бакинов и Фёдор Васильевич Шветов (держит приветственный адрес).

Фёдор Шветов родился 4 (16) февраля 1858 года в купеческой семье в городе Кургане Курганского округа Тобольской губернии Западно-Сибирского генерал-губернаторства, ныне город — административный центр Курганской области. Крестным отцом был купец Фёдор Семенович Березин.
Учился в курганском уездном училище, в 13 лет был отправлен отцом в Императорскую Казанскую 1-ю гимназию, но полный курс не окончил, вышел из 6-го класса. Вернувшись из Казани, помогал отцу торговать, имел доверенность от него.
В Кургане владел крупчатой мельницей, крахмальным заводом. Активно занимался благотворительностью.
С молодых лет Шветов тяготел к общественной деятельности. С 1883 по 1886 годы он был смотрителем Богородице-Рождественского приходского училища в Кургане. 10 (22) сентября 1883 года был утверждён почётным членом губернского детского приюта в Тобольске.
В 1890 году избран гласным в Курганскую городскую Думу. В 1891 году в составе думской делегации встречал цесаревича Николая Александровича, путешествовавшего по Сибири. Именно Фёдор Васильевич зачитывал 9 (21) июля 1891 года адрес на пароходе наследника при селе Демьянском и был одарён золотым перстнем с рубином в окружении бриллиантов.
В 1895 году Шветов утверждён директором Курганского тюремного отделения и одновременно состоял старостой тюремной Спасо-Преображенской церкви. В 1897 году избран членом Попечительного Совета Александровской женской гимназии и состоял в этой службе до 1917 года. Несколько лет он состоял членом в Обществе попечения об учащихся. Поддержал идею создания Курганского отделения Московского общества сельского хозяйства (КО МОСХ) и в 1897—1902 годах входил в его ревизионную комиссию.
С 22 января (3 февраля)  1897 года по 1918 год Шветов 5 раз избирался на должность городского головы Кургана.
За годы его служения происходило становление промышленности, построена первая электростанция, появились кинотеатры и цирк, открывались гимназии, приходские училища, ремесленная школа, духовное училище. Шветов способствовал развитию Союза сибирских маслодельных артелей.
В 1913 году в составе тобольской депутации Фёдор Васильевич принимал участие в поздравлении Государя в связи с 300-летием Дома Романовых. Управа оплачивала ему проезд и суточные по 20 рублей в день. Гласные Курганской Думы поручили ему ходатайствовать в Санкт-Петербурге по различным городским делам. «Курганский вестник» сообщил 7 (20) февраля 1913 года подробности отъезда Шветова, когда провожавшие его гласные выпрягли лошадей из повозки и на себе довезли его до вокзала.
Фёдор Васильевич Шветов также был почётным членом Российского общества Красного Креста, почётным членом ведомства учреждений Императрицы Марии Фёдоровны, в качестве уполномоченного городской Думы принимал участие в заседаниях Курганского уездного отделения Тобольского епархиального училищного совета.
В 1918 году в связи с революционными событиями Шветов сложил свои полномочия, пробыв городским головой 20 лет. 24 января 1919 года городская Дума постановила назначить ему пенсию 3600 рублей.
При советской власти Шветов не подвергся репрессиям. В 1923 году его усадьба была муниципализирована и семья переехала в дом врача Когона, по ул. Троицкой, 15. Происходило так называемое уплотнение жилой площади у Когонов. 
В 1929 году Фёдор Васильевич Шветов еще был жив. Дальнейшая судьба неизвестна.

## Награды
К концу своей деятельности имел чин надворного советника.
- Орден Святой Анны III степени
- Орден Святого Станислава III степени
- Медаль «В память 300-летия царствования дома Романовых»
- Медаль Красного Креста «В память русско-японской войны»
- Две золотые шейные медали «За усердие» на Станиславской и Андреевской лентах
- Золотой перстень с рубином в окружении бриллиантов, 9 (21) июля 1891 года, от цесаревича Николая Александровича.

## Память
Мемориальная доска на доме, где жил, город Курган, ул. ул. Куйбышева, 45. Открыта 6 ноября 2019 года. Доска размером 60 на 120 см изготовлена из мрамора с бронзовым барельефом. Автор скульптор Борис Николаевич Орехов.

## Семья
- Отец, Василий Федорович Шветов (ок. 1821 — 27 мая (9 июня)  1905 года), сын вольноотпущенного от графини Борх Федора Никифорова Шветова из села Мугреева Вязниковского уезда Владимирской губернии, с 1851 года причислен в купеческое сословие 3-й гильдии по городу Кургану, к 1897 году был во 2-й гильдии. Торговал мануфактурным товаром, крупчатой мукой и патокой со своих заводов.
- Мать, Екатерина Корнильевна (ок. 1821 — 15 (27) февраля 1871 года, от чахотки)
  - Сестра Любовь (14 (26) сентября 1864 года — 28 ноября (11 декабря)  1914 года, от туберкулеза). В 1886 году вышла замуж за купеческого сына Алексея Ивановича Дерягина.
- Мачеха Александра Антониевна (? — 29 марта (10 апреля)  1890 года, от паралича)
- Жена Анна Ивановна Бронникова (? — 20 декабря 1898 года (1 января 1899 года)), внучка первого городского головы города Кургана Фёдора Васильевича Шишкина. Венчание состоялось 22 марта (3 апреля)  1884 года в Богородице-Рождественской церкви города Кургана. За жениха ручались: двоюродный брат Павел Парфеньевич Шветов и учитель арифметики уездного училища Георгий Андреевич Енбаев; за невесту – купцы Дмитрий Иванович и Сергей Иванович Смолины.
  - Сын Василий (27 января (8 февраля)  1885 года — август 1904 года, застрелился). При крещении восприемниками были: Василий Фёдорович Шветов и Надежда Фёдоровна Бронникова, т.е. дед и бабушка новорожденного. После окончания уездного училища был отправлен продолжать образование в Екатеринбург. Вернувшись к отцу в Курган, он по неизвестной причине застрелился и 25 августа (7 сентября)  1904 года был похоронен на Богородице-Рождественском кладбище. Несмотря на то, что Василий был самоубийцей и умер без исповеди, хоронили его соборне, в ограде кладбища.
  - Дочь Екатерина (род. и ум. 20 марта (1 апреля)  1889 года), была «погружена» повивальной бабкой и наречена Екатериной, через несколько часов она умерла.
- Жена (с 1904 года) Елена Александровна Дмитричева (урожд. Тюшева), купеческая вдова с четырьмя детьми. После рождения дочери Нины был бракоразводный процесс. В 1914 году брак Федора Васильевича и Елены Александровны был расторгнут с запрещением вступления в новый брак.
- Жена Софья Ивановна (Зося Яновна) Перковская (ок. 1888 — ?), дочь курганского мещанина из ссыльных. Венчание состоялось 3 (16) февраля 1916 года в тюремной Преображенской церкви, обряд совершал о. Вениамин Добросмыслов. За жениха ручались: потомственный дворянин, бывший курганский земский исправник Иван Яковлевич Трофимов и старший врач городовой больницы Георгий Петрович Шубский; за невесту – действующий земский исправник и кум Михаил Васильевич Иконников и заштатный псаломщик Павел Николаевич Ребрин.
  - Дочь Нина (12 (25) ноября 1913 года — ?). При крещении в тюремной Преображенской церкви восприемниками были: уездный исправник, коллежский секретарь Михаил Васильевич Иконников и мещанская девица Вера Петровна Кибардина. Постановлением тобольского окружного суда от 3 (16) мая 1916 года Федору Васильевичу и Софье Ивановне узаконили их внебрачную дочь Нину.
  - Дочь Екатерина (24 марта (6 апреля)  1917 года — ?). При крещении в тюремной Преображенской церкви восприемниками были: тобольский мещанин Симеон Амвросиевич Прокурорский и купеческая дочь Ольга Владимировна Папулова.

## Дом

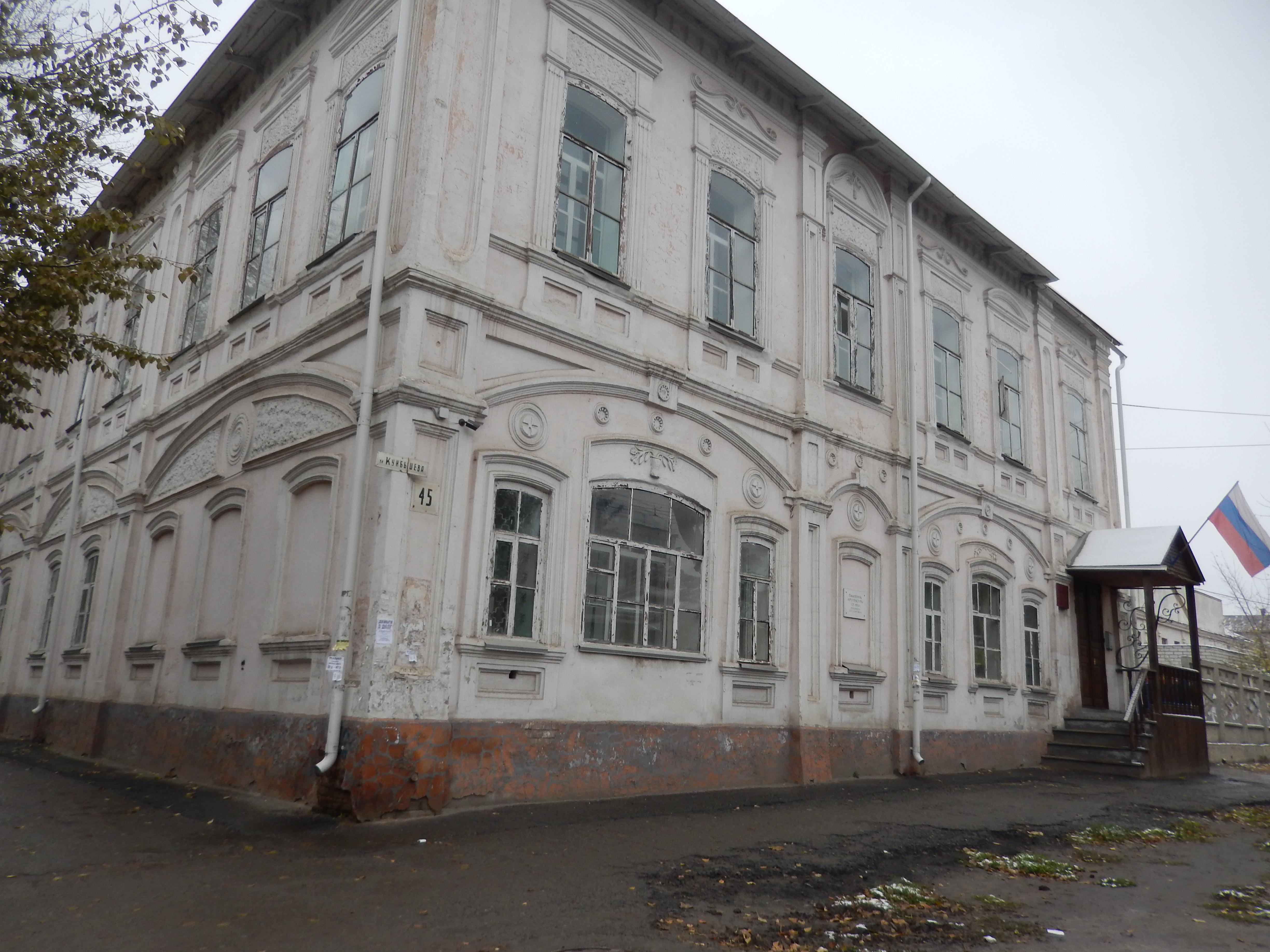
Дом Ф. В. Шветова, г. Курган, ул. Куйбышева, 45.

В 1851 году Василий Шветов купил за 900 рублей у титулярной советницы Степаниды Алексеевны Маевой деревянный дом с усадьбой на углу Троицкой улицы и Богородского переулка (ныне ул. Куйбышева — ул. Томина). В 1863 году вместо деревянного он построил двухэтажный кирпичный дом . В 1899 году дом перешел к его сыну Фёдору.
В 1914 году дом Шветова был арендован под городской ломбард за 800 руб. в год при условии, что жилое помещение нижнего этажа будет приспособлено под кладовые за счет владельца дома. 
Дом Шветова — один из немногих сохранившихся образцов застройки Кургана 60-х годов XIX века, в архитектуре которого сочетаются композиционные приемы и декоративные схемы позднего классицизма. Подобно многим окружающим постройкам, он относится к усадебному типу — с большим по площади дворовым участком и многочисленными хозяйственными строениями.
В настоящее время в здании расположено акционерное общество «Центр технического контроля и качества дорожных работ» (АО «ЦТК и к»). Дом является Объектом культурного наследия регионального значения, ул. Куйбышева, 45.